# Campeonato de España de selecciones de Balonmano 2017
El campeonato de España de selecciones es un campeonato anual de balonmano organizado por la RFEBM base en el que participan las selecciones territoriales de España de las categorías juvenil, infantil y cadete. La edición de 2017 se disputó entre los días 2 y 7 de enero de 2017.

## Sedes
- Ciudad deportiva de Blanes (Gerona)
- Pabellón "El molí" de Lloret de Mar (Gerona)
- Pabellón Municipal Germans Margall de Malgrat de Mar (Barcelona)
- Polideportivo Municipal de Calella (Barcelona)
- Complejo deportivo CEIP Pompeu Fabra de Lloret de Mar (Gerona)
- Polideportivo Teresa Maria Roca de Mataró (Barcelona)
- Polideportivo Municipal Eusebio Millán de Mataró (Barcelona)

## Competición

### Juvenil femenino

#### Grupo A
| Equipo               | PJ | PG | PE | PP | GF | GC | DG  | Pts | Clasificación |
| -------------------- | -- | -- | -- | -- | -- | -- | --- | --- | ------------- |
| Comunidad de Madrid  | 3  | 3  | 0  | 0  | 80 | 68 | 12  | 6   | Fase final    |
| Castilla y León      | 3  | 2  | 0  | 1  | 63 | 59 | 4   | 4   | Fase final    |
| País Vasco           | 3  | 1  | 0  | 2  | 65 | 69 | -4  | 2   | Fase final    |
| Comunidad Valenciana | 3  | 0  | 0  | 3  | 65 | 77 | -12 | 0   | Copa España   |

| Fecha      | Hora  | Partido              | Partido | Partido              |
| ---------- | ----- | -------------------- | ------- | -------------------- |
| 2 de enero | 15:45 | Castilla y León      | 21-18   | País Vasco           |
| 2 de enero | 17:30 | Comunidad de Madrid  | 31-25   | Comunidad Valenciana |
| 3 de enero | 09:30 | Comunidad Valenciana | 20-22   | Castilla y León      |
| 3 de enero | 11:15 | Comunidad de Madrid  | 28-23   | País Vasco           |
| 4 de enero | 13:00 | País Vasco           | 24-20   | Comunidad Valenciana |
| 4 de enero | 15:45 | Castilla y León      | 20-21   | Comunidad de Madrid  |

#### Grupo B
| Equipo             | PJ | PG | PE | PP | GF | GC | DG  | Pts | Clasificación |
| ------------------ | -- | -- | -- | -- | -- | -- | --- | --- | ------------- |
| Cataluña           | 3  | 3  | 0  | 0  | 94 | 61 | 33  | 6   | Fase final    |
| Andalucía          | 3  | 1  | 1  | 1  | 72 | 71 | 1   | 3   | Fase final    |
| Castilla-La Mancha | 3  | 1  | 1  | 1  | 62 | 63 | -1  | 3   | Fase final    |
| Canarias           | 3  | 0  | 0  | 3  | 59 | 92 | -33 | 0   | Copa España   |

| Fecha      | Hora  | Partido            | Partido | Partido            |
| ---------- | ----- | ------------------ | ------- | ------------------ |
| 2 de enero | 11:15 | Cataluña           | 24-20   | Castilla-La Mancha |
| 2 de enero | 13:00 | Canarias           | 19-32   | Andalucía          |
| 3 de enero | 13:00 | Andalucía          | 22-34   | Cataluña           |
| 3 de enero | 15:45 | Canarias           | 21-24   | Castilla-La Mancha |
| 4 de enero | 09:30 | Castilla-La Mancha | 18-18   | Andalucía          |
| 4 de enero | 11:15 | Cataluña           | 36-19   | Canarias           |

#### Fase final
- Asturias y  Navarra se clasifican a la fase final tras quedar primeras de grupo en la Copa de España.

|  | Cuartos de final    | Cuartos de final |                 |                     | Semifinales | Semifinales |  |                     | Final      | Final      |  |
|  | 5 de enero          | 5 de enero       |                 |                     | 6 de enero  | 6 de enero  |  |                     | 7 de enero | 7 de enero |  |
|  |                     |                  |                 |                     |             |             |  |                     |            |            |  |
|  |                     |                  |                 |                     |             |             |  |                     |            |            |  |
|  | Comunidad de Madrid | 21               |                 |                     |             |             |  |                     |            |            |  |
|  | Comunidad de Madrid | 21               |                 |                     |             |             |  |                     |            |            |  |
|  | Castilla-La Mancha  | 20               |                 |                     |             |             |  |                     |            |            |  |
|  | Castilla-La Mancha  | 20               |                 | Comunidad de Madrid | 26          |             |  |                     |            |            |  |
|  |                     |                  |                 | Comunidad de Madrid | 26          |             |  |                     |            |            |  |
|  |                     |                  | País Vasco      | 15                  |             |             |  |                     |            |            |  |
|  | Andalucía           | 21               | País Vasco      | 15                  |             |             |  |                     |            |            |  |
|  | Andalucía           | 21               |                 |                     |             |             |  |                     |            |            |  |
|  | País Vasco          | 25               |                 |                     |             |             |  |                     |            |            |  |
|  | País Vasco          | 25               |                 |                     |             |             |  | Comunidad de Madrid | 31         |            |  |
|  |                     |                  |                 |                     |             |             |  | Comunidad de Madrid | 31         |            |  |
|  |                     |                  | Cataluña        | 27                  |             |             |  |                     |            |            |  |
|  | Cataluña            | 28               | Cataluña        | 27                  |             |             |  |                     |            |            |  |
|  | Cataluña            | 28               |                 |                     |             |             |  |                     |            |            |  |
|  | Asturias            | 23               |                 |                     |             |             |  |                     |            |            |  |
|  | Asturias            | 23               |                 | Cataluña            | 20          |             |  |                     |            |            |  |
|  |                     |                  |                 | Cataluña            | 20          |             |  |                     |            |            |  |
|  |                     |                  | Castilla y León | 18                  |             |             |  |                     |            |            |  |
|  | Castilla y León     | 22               | Castilla y León | 18                  |             |             |  |                     |            |            |  |
|  | Castilla y León     | 22               |                 |                     |             |             |  |                     |            |            |  |
|  | Navarra             | 18               |                 |                     |             |             |  |                     |            |            |  |
|  | Navarra             | 18               |                 |                     |             |             |  |                     |            |            |  |
|  |                     |                  |                 |                     |             |             |  |                     |            |            |  |

- 7.º y 8.º puesto

| Fecha      | Hora  | Partido   | Partido | Partido |
| ---------- | ----- | --------- | ------- | ------- |
| 7 de enero | 09:00 | Andalucía | 27-30   | Navarra |

- 5.º y 6.º puesto

| Fecha      | Hora  | Partido            | Partido | Partido  |
| ---------- | ----- | ------------------ | ------- | -------- |
| 7 de enero | 10:45 | Castilla-La Mancha | 30-28   | Asturias |

- 3.º y 4.º puesto

| Fecha      | Hora  | Partido    | Partido | Partido         |
| ---------- | ----- | ---------- | ------- | --------------- |
| 7 de enero | 11:00 | País Vasco | 25-21   | Castilla y León |

- Final

| Fecha      | Hora  | Partido             | Partido | Partido  |
| ---------- | ----- | ------------------- | ------- | -------- |
| 7 de enero | 12:00 | Comunidad de Madrid | 31-27   | Cataluña |

| Bandera de la Comunidad de Madrid |
| Comunidad de Madrid               |

### Juvenil Masculino

#### Grupo A
| Equipo               | PJ | PG | PE | PP | GF | GC | DG  | Pts | Clasificación |
| -------------------- | -- | -- | -- | -- | -- | -- | --- | --- | ------------- |
| Cataluña             | 3  | 3  | 0  | 0  | 89 | 58 | 31  | 6   | Fase final    |
| Navarra              | 3  | 1  | 1  | 1  | 76 | 76 | 4   | 3   | Fase final    |
| País Vasco           | 3  | 1  | 0  | 2  | 67 | 90 | -23 | 2   | Fase final    |
| Comunidad Valenciana | 3  | 0  | 0  | 3  | 72 | 80 | -8  | 0   | Copa España   |

#### Grupo B
| Equipo              | PJ | PG | PE | PP | GF | GC | DG  | Pts | Clasificación |
| ------------------- | -- | -- | -- | -- | -- | -- | --- | --- | ------------- |
| Andalucía           | 3  | 2  | 1  | 0  | 77 | 67 | 10  | 5   | Fase final    |
| Comunidad de Madrid | 3  | 2  | 0  | 1  | 79 | 65 | 14  | 4   | Fase final    |
| Galicia             | 3  | 1  | 0  | 2  | 72 | 87 | -15 | 2   | Fase final    |
| Castilla-La Mancha  | 3  | 0  | 1  | 2  | 64 | 73 | -9  | 1   | Copa España   |

#### Fase final
- Aragón y  Castilla y León se clasifican a la fase final tras quedar primeras de grupo en la Copa de España.

|  | Cuartos de final    | Cuartos de final |            |           | Semifinales | Semifinales |  |          | Final      | Final      |  |
|  | 5 de enero          | 5 de enero       |            |           | 6 de enero  | 6 de enero  |  |          | 7 de enero | 7 de enero |  |
|  |                     |                  |            |           |             |             |  |          |            |            |  |
|  |                     |                  |            |           |             |             |  |          |            |            |  |
|  | Cataluña            | 35               |            |           |             |             |  |          |            |            |  |
|  | Cataluña            | 35               |            |           |             |             |  |          |            |            |  |
|  | Aragón              | 18               |            |           |             |             |  |          |            |            |  |
|  | Aragón              | 18               |            | Cataluña  | 31          |             |  |          |            |            |  |
|  |                     |                  |            | Cataluña  | 31          |             |  |          |            |            |  |
|  |                     |                  | País Vasco | 13        |             |             |  |          |            |            |  |
|  | Comunidad de Madrid | 25               | País Vasco | 13        |             |             |  |          |            |            |  |
|  | Comunidad de Madrid | 25               |            |           |             |             |  |          |            |            |  |
|  | País Vasco          | 28               |            |           |             |             |  |          |            |            |  |
|  | País Vasco          | 28               |            |           |             |             |  | Cataluña | 32         |            |  |
|  |                     |                  |            |           |             |             |  | Cataluña | 32         |            |  |
|  |                     |                  | Galicia    | 18        |             |             |  |          |            |            |  |
|  | Andalucía           | 22               | Galicia    | 18        |             |             |  |          |            |            |  |
|  | Andalucía           | 22               |            |           |             |             |  |          |            |            |  |
|  | Castilla y León     | 20               |            |           |             |             |  |          |            |            |  |
|  | Castilla y León     | 20               |            | Andalucía | 21          |             |  |          |            |            |  |
|  |                     |                  |            | Andalucía | 21          |             |  |          |            |            |  |
|  |                     |                  | Galicia    | 24        |             |             |  |          |            |            |  |
|  | Navarra             | 25               | Galicia    | 24        |             |             |  |          |            |            |  |
|  | Navarra             | 25               |            |           |             |             |  |          |            |            |  |
|  | Galicia             | 28               |            |           |             |             |  |          |            |            |  |
|  | Galicia             | 28               |            |           |             |             |  |          |            |            |  |
|  |                     |                  |            |           |             |             |  |          |            |            |  |

- 7.º y 8.º puesto

| Fecha      | Hora  | Partido | Partido | Partido         |
| ---------- | ----- | ------- | ------- | --------------- |
| 7 de enero | 12:30 | Aragón  | 23-29   | Castilla y León |

- 5.º y 6.º puesto

| Fecha      | Hora  | Partido             | Partido | Partido |
| ---------- | ----- | ------------------- | ------- | ------- |
| 7 de enero | 12:30 | Comunidad de Madrid | 29-23   | Navarra |

- 3.º y 4.º puesto

| Fecha      | Hora  | Partido    | Partido | Partido   |
| ---------- | ----- | ---------- | ------- | --------- |
| 7 de enero | 09:00 | País Vasco | 27-29   | Andalucía |

- Final

| Fecha      | Hora  | Partido  | Partido | Partido |
| ---------- | ----- | -------- | ------- | ------- |
| 7 de enero | 10:00 | Cataluña | 32-18   | Galicia |

| Bandera de Cataluña |
| Cataluña            |

## Medallero
| Evento             | Oro                  | Plata                | Bronce              |
| ------------------ | -------------------- | -------------------- | ------------------- |
| Juvenil femenino   | Comunidad de Madrid  | Cataluña             | País Vasco          |
| Juvenil masculino  | Cataluña             | Galicia              | Andalucía           |
| Cadete femenino    | Cataluña             | Comunidad Valenciana | Comunidad de Madrid |
| Cadete masculino   | Cataluña             | Comunidad Valenciana | Comunidad de Madrid |
| infantil femenino  | Cataluña             | Comunidad Valenciana | Galicia             |
| infantil masculino | Comunidad Valenciana | Andalucía            | Cataluña            |